# La Guinea
La Guinea är en ort i Mexiko.   Den ligger i kommunen Santiago Ixcuintla och delstaten Nayarit, i den centrala delen av landet, 700 km väster om huvudstaden Mexico City. La Guinea ligger 38 meter över havet och antalet invånare är 329.
Terrängen runt La Guinea är platt åt nordväst, men åt sydost är den kuperad. Runt La Guinea är det ganska tätbefolkat, med 199 invånare per kvadratkilometer. Närmaste större samhälle är Villa Hidalgo, 10,8 km väster om La Guinea. I omgivningarna runt La Guinea växer i huvudsak lövfällande lövskog.